# Nhóm đảo Antipodes
Nhóm đảo Antipodes (từ tiếng Hy Lạp αντίποδες - antipodes)) là đảo núi lửa khắc nghiệt nằm tại vùng biển gần Nam Cực - và là một phần của lãnh thổ New Zealand. Chúng nằm cách 860 km (534 dặm) về phía đông nam của đảo Stewart / Rakiura.
Nhóm đảo này bao gồm một đảo chính là đảo Antipodes có diện tích 20 km2 (7,7 dặm vuông Anh), đảo Bollons ở phía bắc cùng nhiều đảo nhỏ và khối đá tàn dư nằm gần đó.
Về mặt sinh thái, nhóm đảo này là một phần của vùng sinh thái Đài nguyên Nam Đại Dương Nhóm đảo Antipodes. Nhóm đảo cũng là một phần của di sản thế giới được UNESCO công nhận cùng với nhiều đảo gần Nam Cực khác của New Zealand. Đây là một khu bảo tồn thiên nhiên và được quản lý nghiêm ngặt nên hoạt động du lịch tại đây gần như là không được phép.